# Shelagh Ratcliffe
Shelagh Hudson Ratcliffe (* 25. Januar 1952 in Liverpool) ist eine ehemalige britische Schwimmerin.

## Karriere
Ratcliffe begann ihre Schwimmkarriere im nationalen Bereich. Zwischen 1967 und 1970 gewann sie jeweils die nationale Meisterschaft über 220 und 440 yds Lagen. 1969 kam der Titel über 220 yds Freistil hinzu.
1968 nahm sie erstmals an Olympischen Spielen teil. Über 200 m Lagen qualifizierte sie sich für das Finale und wurde dort disqualifiziert. Über 400 m Lagen konnte sie sich ebenfalls für das Finale qualifizieren und erreichte den fünften Rang. Mit der Staffel über 4 × 100 m Freistil erlangte sie den siebten Platz im Finale. 1970 nahm sie zunächst im Juli an den British Commonwealth Games in Edinburgh teil. Dort gewann sie über 200 m Lagen Silber und über die doppelte Distanz Bronze. Im September des gleichen Jahres sicherte sie sich Bronzemedaillen über 200 m und 400 m Lagen bei den Europameisterschaften in Barcelona. Zwei Jahre später war die Britin ein zweites Mal Teilnehmerin an Olympischen Spielen. Bei den in München ausgetragenen Spielen erreichte sie über 200 m Lagen den 20. Platz, über 400 m Lagen Rang 25 im Vorlauf.
1973 beendete sie ihre Karriere.